# Kommanditgesellschaft auf Aktien
Kommanditgesellschaft auf Aktien (skrót: KGaA) – spółka komandytowo-akcyjna w Republice Federalnej Niemiec. Jej minimalny kapitał zakładowy wynosi 50 000 euro.
W obrocie nazwy spółek tego rodzaju zawierają przeważnie skrót KGaA, zaś w przypadku gdy komplementariuszem jest osoba prawna – oznaczenia: GmbH & Co. KGaA (komplementariuszem jest spółka z ograniczoną odpowiedzialnością), AG & Co. KGaA (komplementariuszem jest spółka akcyjna), czy też SE & Co. KGaA (komplementariuszem jest spółka europejska).
Przykładami tego typu spółek są m.in. Henkel AG & Co. KGaA, Merck KGaA, Fresenius SE & Co. KGaA.